# Endangered Species Act

Kategorie zagrożenia gatunku według ustawy: wymarły (EX), zagrożony (E), narażony (T), oraz skreślony z listy (nie zagrożony)

Endangered Species Act (ESA) – amerykańska ustawa o zagrożonych gatunkach z 1973 r. Powstała na podstawie 7 USC § 136, 16 USC § 1531 i nast. Kodeksu Stanów Zjednoczonych i wchodzi w skład kilkudziesięciu amerykańskich przepisów środowiskowych wydanych w latach 70. XX wieku. 
Ustawa powstała w celu ochrony krytycznie zagrożonych gatunki przed wyginięciem jako skutek wzrostu gospodarczego i nieumiarkowanego rozwoju. Sąd Najwyższy USA uznał, że intencją Kongresu Stanów Zjednoczonych w ustanawianiu ESA, była wola powstrzymania i odwrócenia tendencji wymierania gatunków, niezależnie od kosztów. Ustawa została podpisana przez prezydenta Richarda Nixona w dniu 28 grudnia 1973 roku.